# Menone di Farsalo
Menone di Farsalo (metà V secolo a.C. – 401 a.C.) è stato un mercenario greco antico.

## Biografia

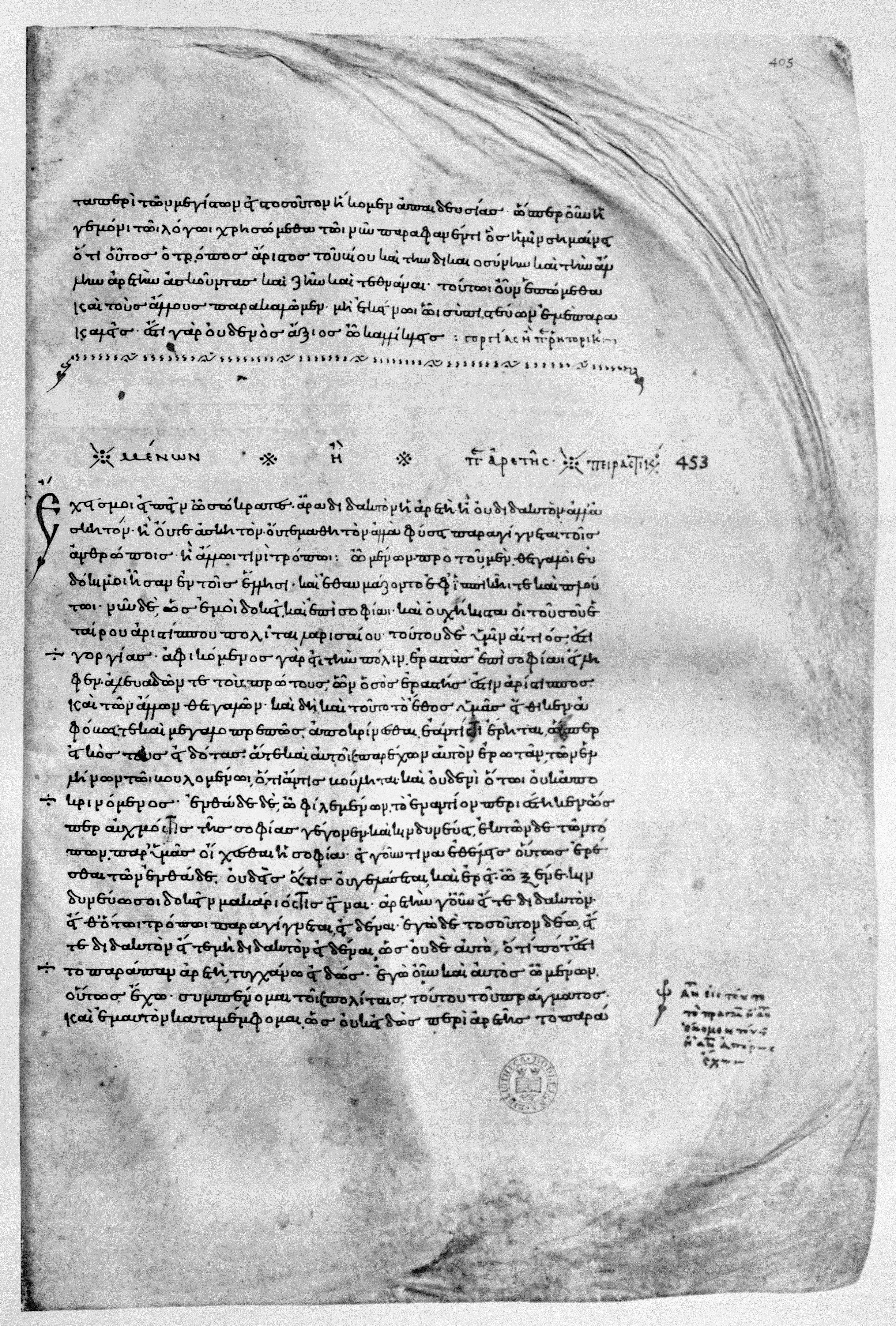
Dialogo di Menone, Platone

Menone partecipò in qualità di stratego alla spedizione dei Diecimila, descritta nell’Anabasi di Senofonte.
Noto ai suoi contemporanei per la sua leggendaria bellezza e per l'eleganza nel vestire, Menone si distinse nel corso della campagna per essere un lucido e implacabile sterminatore. Desiderava molto ardentemente la ricchezza ed il comando, passando per mezzi anche immorali; non aveva amici e derideva sempre tutti.
Più che ai beni dei nemici, era interessato a quelli degli amici, vedendoli più incustoditi: applicava questa logica per tutto, del resto, prevaricando sui più deboli piuttosto che sui potenti. Secondo Senofonte Menone andava fiero di questo suo comportamento meschino, considerando stolti i soldati onesti. Sapeva mantenere la disciplina dei soldati solo partecipando alle loro malefatte e ricordando sempre, a chi lo lasciava, che avrebbe potuto essere stato ucciso da lui..
Si racconta che quando gli altri strateghi furono uccisi, caduti in una trappola del satrapo Tissaferne, lui venne torturato per un anno, prima di morire da malfattore.

## Letteratura
Menone di Farsalo è famoso per essere il protagonista del dialogo platonico Menone.
Compare anche come personaggio nel romanzo L'armata perduta di Valerio Massimo Manfredi.